# Emiliana Arangová
Emiliana Arangová (nepřechýleně: Arango, * 28. listopadu 2000 Medellín) je kolumbijská profesionální tenistka. V sérii WTA 125 vybojovala jednu singlovou trofej. V rámci okruhu ITF získala tři tituly ve dvouhře.
Na žebříčku WTA byla ve dvouhře nejvýše klasifikována v červnu 2025 na 78. místě a ve čtyřhře v srpnu 2020 na 561. místě. Trénuje ji krajan Felipe Mantilla. Dříve tuto roli plnil Argentinec Alejandro Dulko.
V kolumbijském týmu Billie Jean King Cupu debutovala v roce 2016 utkáním základního bloku 1. skupiny americké zóny proti Bolívii, v němž porazila Noelii Zeballosovou. Kolumbijky odešly přesto poraženy 1:2 na zápasy. Do září 2025 v soutěži nastoupila k sedmnácti mezistátním utkáním s bilancí 9–8 ve dvouhře a 3–2 ve čtyřhře.

## Tenisová kariéra
V semifinále juniorky US Open 2017 podlehla Američance Amandě Anisimovové. Deblová čtvrtfinále si zahrála na juniorkách ve Wimbledonu 2017 a US Open 2017. Na juniorském kombinovaném žebříčku ITF nejvýše figurovala v lednu 2018 na 8. místě.

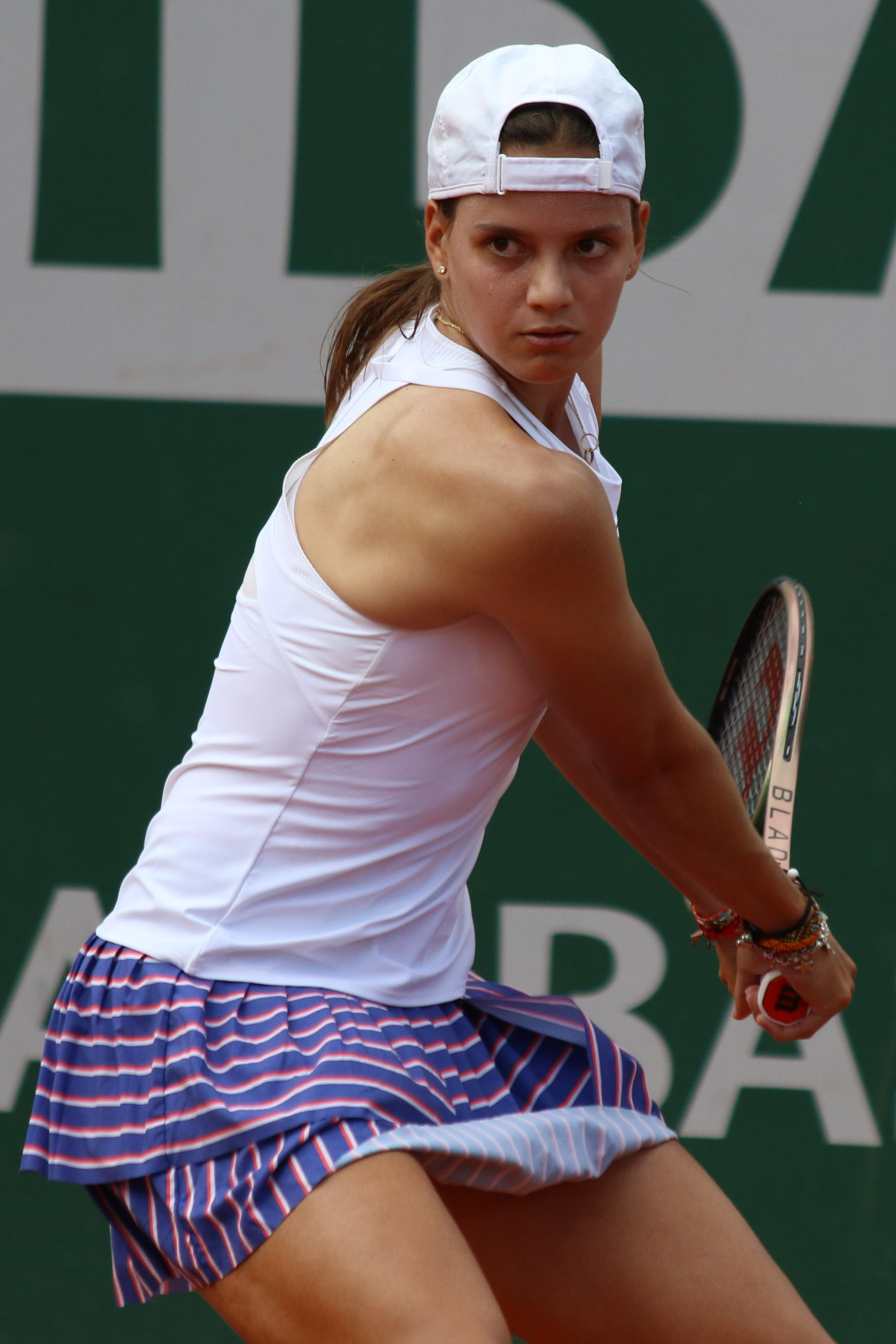
V kvalifikaci French Open 2022

Na okruhu WTA Tour debutovala v patnácti letech antukovým Copa Colsanitas 2016 v Bogotě, po udělení divoké karty. Na úvod získala jediný game proti devadesáté druhé hráčce světa Irině Falconiové ze Spojených států, která následně celý turnaj ovládla. První vítězný zápas dosáhla jako 510. žena klasifikace na Copa Colsanitas 2018, když vyřadila čtvrtou nasazenou Paraguayku Verónicu Cepedeovou Roygovou. Přes Italku Jasmine Paoliniovou prošla do čtvrtfinále, v němž po ztrátě úvodní sady skrečovala pro zranění Slovence Anně Karolíně Schmiedlové.
Do grandslamových kvalifikací poprvé zasáhla v sezóně 2022. Na French Open i ve Wimbledonu dohrála v úvodních kolech. Blízko postupu do hlavní soutěže byla v kvalifikační soutěži Wimbledonu 2023. Po výhrách nad Jessikou Ponchetovou a Anou Konjuhovou ji však v závěrečné fázi zastavila švýcarská 116. hráčka žebříčku Simona Waltertová. Kvalifikačním sítem prošla i na Livesport Prague Open 2023. Na úvod dvouhry pak zdolala českou teenagerku Barboru Palicovou, než ji vyřadila Rumunka Jaqueline Cristianová.

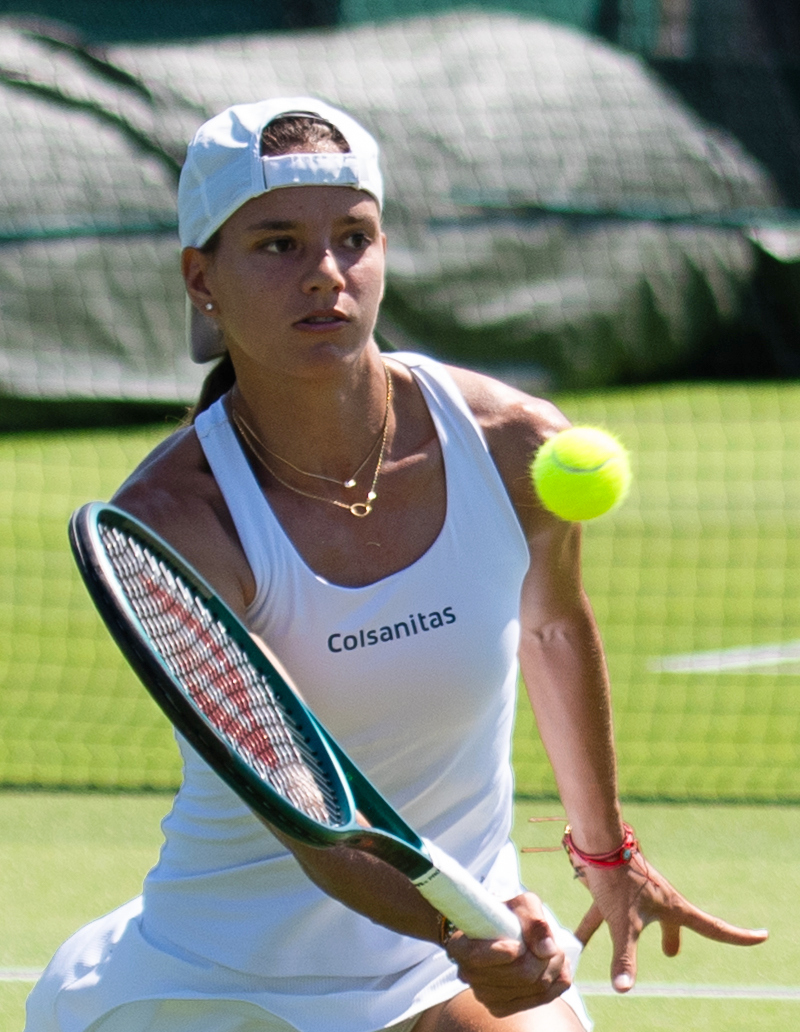
Volej v kvalifikaci Wimbledonu 2024

První semifinále i finále na okruhu WTA Tour si zahrála na Mérida Open Akron 2025, poprvé konaném v kategorii WTA 500. Do hlavní soutěže postoupila po kvalifikačních výhrách nad Kawaovou a nejvýše nasazenou Carléovou. V úvodu dvouhry porazila stou ženu klasifikace Carléovou z Argentiny znovu. Jednalo se o její první vyhraný zápas na okruhu od dubnového Mutua Madrid Open 2024. Nezastavily ji ani britská kvalifikantka Francesca Jonesová, světová čtyřicítka Rebecca Šramková, proti níž dosáhla čtvrtou kariérní výhru nad členkou Top 50, a v semifinále australská kvalifikantka Darja Savilleová. V 55minutovém souboji o titul ji  dvěma „kanáry“  deklasovala americká světová desítka Emma Navarrová. Ve 21. století se stala pátou finalistkou, která neuhrála ani jeden game. Shodným výsledkem naposledy předtím skončil finálový duel na Italian Open 2021. Navarrová ukončila její 11zápasovou neporazitelnost zahrnující předchozí cancúnský triumf v sérii WTA 125. Bodový zisk ji po skončení katapultovat do elitní světové stovky, v níž 3. března 2025 debutovala. Vystoupala tak ze 133. na 80. pozici žebříčku.
V hlavní soutěži grandslamu debutovala dvouhrou French Open 2025. Po výhře nad Filipínkou Alexandrou Ealaovou však nenašla recept na čínskou světovou sedmičku Čeng Čchin-wen.

## Finále na okruhu WTA Tour

### Dvouhra: (0–1)
| Legenda            |
| ------------------ |
| Grand Slam (0)     |
| Turnaj mistryň (0) |
| WTA 1000 (0)       |
| WTA 500 (0–1)      |
| WTA 250 (0)        |

| Stav       | č. | datum       | turnaj         | kategorie | povrch | soupeřka ve finále | výsledek |
| ---------- | -- | ----------- | -------------- | --------- | ------ | ------------------ | -------- |
| Finalistka | 1. | březen 2025 | Mérida, Mexiko | WTA 500   | tvrdý  | Emma Navarrová     | 0–6, 0–6 |

## Finále série WTA 125

### Dvouhra: 2 (1–1)
| Legenda       |
| ------------- |
| WTA 125 (1–1) |

| Stav       | č. | datum      | turnaj                           | povrch | soupeřka ve finále  | výsledek      |
| ---------- | -- | ---------- | -------------------------------- | ------ | ------------------- | ------------- |
| Finalistka | 1. | říjen 2024 | Santa Cruz de la Sierra, Bolívie | antuka | Anca Todoniová      | 6–7(5–7), 0–6 |
| Vítězka    | 1. | únor 2025  | Cancún, Mexiko                   | tvrdý  | Carson Branstineová | 6–2, 6–1      |

## Tituly na okruhu ITF
| Legenda         | Legenda         |
| --------------- | --------------- |
| Turnaje W100    | Turnaje W80     |
| Turnaje W75/W60 | Turnaje W50     |
| Turnaje W35/W25 | Turnaje W15/W10 |

### Dvouhra (3 tituly)
| Č. | datum       | turnaj                  | kategorie | povrch | poražená finalistka | výsledek           |
| -- | ----------- | ----------------------- | --------- | ------ | ------------------- | ------------------ |
| 1. | červen 2017 | Antalya, Turecko        | W15       | antuka | Vlada Ekšibarovová  | 6–2, 6–3           |
| 2. | září 2021   | Medellín, Kolumbie      | W25       | antuka | Laura Pigossiová    | 6–0, 6–0           |
| 3. | říjen 2021  | Florence, Spojené státy | W25       | tvrdý  | Wang Si-jü          | 6–3, 0–6, 7–6(7–0) |